# Колледж-Сіті (Каліфорнія)
Колледж-Сіті (англ. College City) — переписна місцевість (CDP) в США, в окрузі Колуса штату Каліфорнія. Населення — 292 особи (2020).

## Географія
Колледж-Сіті розташований за координатами 39°0′23″ пн. ш. 122°0′25″ зх. д. / 39.00639° пн. ш. 122.00694° зх. д. (39.006303, -122.006829).  За даними Бюро перепису населення США в 2010 році переписна місцевість мала площу 8,49 км², уся площа — суходіл.

## Демографія
Згідно з переписом 2010 року, у переписній місцевості мешкало 290 осіб у 92 домогосподарствах у складі 79 родин. Густота населення становила 34 особи/км².  Було 102 помешкання (12/км²).
Расовий склад населення:
| - 71,4 % — білих - 1,7 % — корінних американців - 0,3 % — азіатів - 17,6 % — осіб інших рас |

До двох чи більше рас належало 9,0 %. Частка іспаномовних становила 46,2 % від усіх жителів.
За віковим діапазоном населення розподілялося таким чином: 29,0 % — особи молодші 18 років, 57,6 % — особи у віці 18—64 років, 13,4 % — особи у віці 65 років та старші. Медіана віку мешканця становила 36,0 року. На 100 осіб жіночої статі у переписній місцевості припадало 113,2 чоловіків;  на 100 жінок у віці від 18 років та старших — 110,2 чоловіків також старших 18 років.
Середній дохід на одне домашнє господарство  становив 78 623 долари США (медіана — 66 607), а середній дохід на одну сім'ю — 78 623 долари (медіана — 66 607). 
Цивільне працевлаштоване населення становило 113 особи. Основні галузі зайнятості: роздрібна торгівля — 23,9 %, мистецтво, розваги та відпочинок — 20,4 %, будівництво — 19,5 %.